# 엘리사 (예언자)

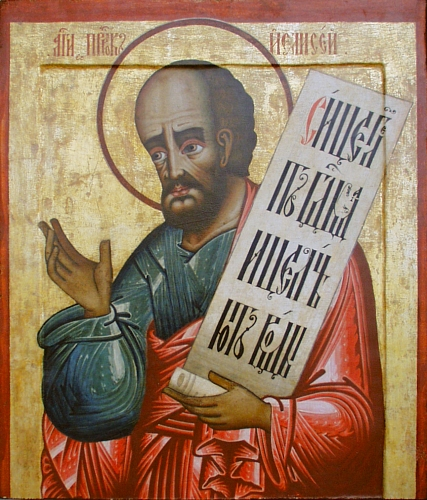
예언자 엘리사를 묘사한 러시아 이콘

엘리사(히브리어: אלישע, 그리스어: Ελισαίος)는 구약시대에 살던 이스라엘의 예언자로 엘리야의 제자이자 후계자이다.

## 엘리야의 부름
엘리사의 정확한 초기 생애는 알려져 있지 않지만 아벨 므홀라 출신의 사팟의 아들로 엘리야가 하느님의 명령으로 엘리사를 불러 겉옷을 걸려 주어 후계자로 세웠다고 한다.
이후 엘리야와 함께 여러 지역을 다니다가 요르단강가에서 엘리야가 소원이 있는지 묻자 엘리사는 엘리야의 영검을 두 배로 갖고 싶다고 했다. 엘리야가 승천하고 그가 떨어뜨리고 간 겉옷을 주어 엘리야의 능력을 얻게 되었다.

## 이적들
엘리사는 그 뒤에도 여러 지역을 다니며 복음을 선포하며 많은 이적(14개)들을 남겼다.
- 요단강을 건넘
- 엘리사가 물이 나빠 생산력을 잃은 한 성읍에 와 소금을 뿌리고 물이 다시 나오게 했다.[3]
- 엘리사가 베텔(벧엘)로 가던 도중 어린아이들이 자신을 욕하자 하나님의 이름으로 그 어린아이들을 저주했다. 곧 암곰 2마리가 나와 아이들 가운데 42명을 찢어 죽였다.[4]
- 유다 왕국의 여호사밧과 이스라엘 왕국의 요람과 에돔 왕이 모압을 정벌하던 도중 가축들을 먹일 물이 떨어지자 엘리사가 나서 제물을 바치고 물이 나오게 했다.
- 엘리사는 어떤 곳에서는 하나님의 공경하던 남편을 가졌던 한 과부가 빚을 지고 아들들이 종이 될 위기에 처하자 과부가 유일하게 가지고 있던 기름을 늘려 그것을 팔아 빚을 갚게 했다.[5]
- 수넴 여자의 아들이 죽게 되자 이적을 베풀어 그 아들이 다시 살아나게 했다.[6]
- 길갈에 있을 때 어떤 사람이 독이 든 줄도 모르고 열매를 넣어 국을 끓이고 엘리사에게 대접했는데 엘리사는 이를 미리 알아차리고 밀가루를 솥에 넣어 독을 없앴다.
- 바알 살리사에서는 보리빵 20개와 햇곡식 이삭으로 100명을 먹이기도 했다.
- 나병 걸린 아람의 장군 나아만이 엘리사의 소문을 듣고 자신의 병을 고치러 오자 이스라엘 땅의 요단강에서 일곱 번 목욕하게 하여 나병을 고치게 하였다.
- 엘리사 종 게하시에게 나아만의 나병을 옮기게 하여 벌을 받게 했다.[7]
- 요르단강에서는 한 예언자 무리가 엘리사를 위한 집을 짓기 위해 나무를 베다가 강물에 빠뜨린 도끼를 찾아주었다.
- 아람 군대가 이스라엘로 쳐들어오자 하나님에게 기도하여 아람 군대의 눈을 멀게 하여 성으로 유인한 뒤 배불리 음식을 먹이고 돌려보내어 아람과 이스라엘이 오랫동안 친하게 지내도록 했다.
- 엘리사는 집에 원로들과 함께 있던 도중 자객이 자신을 해치러 오는 것을 미리 알고 피하기도 했다.
- 엘리사는 아람의 수도 다마스쿠스(다메섹)에서 훗날 아람의 왕이 될 하자엘(하사엘)을 만나 하자엘이 훗날 아람의 왕이 될 것을 미리 알려주었다. 그래서 그날 밤 하자엘은 자신이 모시던 아람 왕 벤 하닷을 살해하고 자신이 왕위에 올랐다.
- 엘리사는 님시의 손자이자 여호사밧의 아들 예후에게 기름을 부어 이스라엘 왕국의 새 왕으로 예언하였고 예후는 요람 왕과 남유다의 아하시야 왕, 이세벨과 아합의 아들들을 죽였다.

## 죽음
엘리사는 이스라엘 왕국의 요아스 왕 시기에 죽었는데 그때도 아람과 이스라엘이 전쟁을 하던 때였다. 마침 요아스 왕이 방문하자 엘리사가 요아스 왕에게 땅을 치게 하였다.
그러나 요아스 왕이 땅을 세 번만 치자 "임금님께서 대여섯 번 치셨더라면, 아람을 쳐서 전멸시키셨을 것입니다. 그러나 이제는 아람을 세 번밖에 치실 수 없게 되었습니다."라고 한탄하며 죽었다.
엘리사가 죽은 후 장사지냈는데, 그 후 해마다 이스라엘에 모압 도적들이 출몰했다. 마침 엘리사의 무덤 근처에서 장사지내던 사람들이 도적들을 보고 주검을 엘리사의 무덤에 버려둔 채 도망가 버렸다. 그런데 사람들이 떨어뜨리고 간 주검이 엘리사의 시체에 닿자 다시 살아나 제 발로 일어섰다고 한다.

## 같이 보기
- 이슬람의 예언자